# Viktòria Marinova
Viktòria Marinova va ser una periodista d'investigació búlgara.

## Biografia
Marinova va ser directora administrativa de la cadena de televisió privat TVN a Russe. El 30 de setembre de 2018, va llançar un nou programa d'entrevistes anomenat Detector.
La periodista Viktòria Marinova, de 30 anys i directora administrativa i presentadora en el regional TVN, va ser violada i assassinada cap al migdia del dissabte a la ciutat de Russe, situada a la vora del Danubi, al nord de Bulgària, segons mitjans locals.

## Mort
Viktòria va ser violada i escanyada el dissabte 6 d'octubre de 2018 a la ciutat de Russe, al nord de Bulgària. Va ser la tercera periodista assassinada a Europa en menys d'un any, després de Daphne Caruana Galizia de Malta; i Jan Kuciak i la seva núvia d'Eslovàquia. Diversos representants de la Unió Europea van demanar "mesures urgents" per aclarir si l'atac va estar vinculat a la seva investigació sobre el frau de fons europeus.